# Николаје Чаушеску
Николаје Чаушеску (рум. Nicolae Ceaușescu; Скорничешти, 26. јануар 1918 — Трговиште, 25. децембар 1989) био је румунски политичар. Чаушеску је био председник Румуније од 1965. па све до своје смрти 1989, када је стрељан. Он је био једини лидер неке земље у совјетском блоку који је успео да отплати односно, врати спољни дуг своје земље. У марту 1989. у југословенским медијима је објављена информација да Румунија није више ништа дужна странцима.
После његове смрти на чело државе је дошла привремена влада на челу са његовим бившим блиским сарадником Јоном Илијескуом. Он и већина комунистичког руководства је формирала Национални фронт за спасење, у коју су ушли и опозициони активисти. На првим председничким изборима је био изабран у првом кругу, а привремена влада је прерасла у политичку странку која је дошла на власт, где су се и даље налазили многи високи чланови Румунске комунистичке партије.

## Почетак каријере
Рођен је у селу Скорничештију (рум. Scorniceşti). Са 11 година одлази у Букурешт, где ради као обућарски шегрт.
Године 1932, придружио се тада илегалној Комунистичкој партији Румуније, и као њен активиста неколико пута је хапшен током 1933. и 1934. године. Захваљујући томе, у његовом полицијском досијеу стајало је да је „опасан комунистички агитатор" и „активан растурач комунистичке и антифашистичке пропаганде". Тада се повукао у илегалу, но 1936. је ухапшен и послат на двогодишњу робију у затвор Дофтана.
По изласку из затвора, 1939. упознао се са Еленом Петреску, са којом ће се и оженити 1946. - она је играла веома важну улогу у политичком животу Румуније током наредних деценија.
Николаје је поново ухапшен 1940. 1943. на робији упознаје Георге Георгију-Дежа и постаје његов следбеник. После Другог светског рата, када је Румунија почела да потпада под утицај Совјетског Савеза, Чаушеску је био на функцији секретара Савеза комунистичке омладине (1944—1945).
Када су комунисти потпуно преузели власт у Румунији 1947, Чаушеску је био министар пољопривреде, а затим заменик министра оружаних снага. Године 1952, Георгију-Деж га је увео у Централни комитет, 1954. улази у Политбиро, а недуго потом постаје други човек у партијској хијерархији.

## Лидер Румуније
Три дана након смрти Георгију-Дежа у марту 1965, Чаушеску је постао генерални секретар Румунске радничке партије. Један од његових првих потеза био је да партију преименује у Комунистичка партија Румуније, а да званичан назив државе, уместо Народна Република Румунија, буде - Социјалистичка Република Румунија. Године 1967, још више учвршћује своју власт, поставши председник Државног комитета.
Чаушеску је у почетку био популаран лидер, првенствено због вођења независне спољње политике земље, упркос доминацији политике Совјетског Савеза у Румунији. Године 1960, окончао је активно учешће Румуније у Варшавском пакту (иако је земља формално и даље била чланица); одбио је да на страни Пакта учествује у нападу на Чехословачку у пролеће 1968, па је чак и отворено осудио ту акцију. Иако је СССР био врло толерантан према Чаушескуовој непослушности, због овакве политике Румунија је имала статус „црне овце“ у Источном блоку.
У марту 1974. Чаушеску је својим титулама додао и ону "председника Румуније" (до тада функција председника државе није постојала, већ је председник Државног комитета имао позицију шефа државе). У спољним пословима и даље је водио независну политику – на пример, 1984. године Румунија је била једна од само три комунистичке земље које су учествовале на Летњим олимпијским играма у Лос Анђелесу, САД (друге две земље биле су СФР Југославија и НР Кина). Исто тако, Румунија је прва из Источног блока успоставила званичне односе са Европском заједницом (уговори о преференцијалима из 1974. и о индустријским производима из 1980). Чаушеску је, међутим, одбијао да спроведе шире реформе. Његова политика држала се Стаљиновог курса који је трасирао Георгију-Деж. Противљење совјетској контроли углавном се огледало у одбијању да се почне са дестаљинизацијом система. Тајна полиција Секуритатеа чврсто је држала под контролом јавну реч и медије и није дозвољавала никакво опозиционо деловање.
Године 1971, Чаушеску је посетио НР Кину и Северну Кореју. Тада се веома заинтересовао за идеју потпуне националне трансформације по узору на програме Радничке партије Кореје и кинеске Културне револуције. Убрзо је почео да уводи севернокорејски систем тамошњег председника Ким Ил Сунга, а његова филозофија превођена је на румунски језик и нашироко дистрибуирана по земљи.
Године 1972, Чаушеску је започео програм систематизације. Промовисан као начин да се изгради „вишестрано развијено социјалистичко друштво“, програм рушења, расељавања и поновне градње започет је најпре на селу, а кулминирао је покушајем да се потпуно преобликује и сам главни град. Више од петине централног дела Букурешта, укључујући и цркве и историјске зграде, порушено је током 80-их година, како би Чаушеску изградио град по својој замисли. Палата народа („Casa Poporului“), сада зграда Парламента, друга је по величини административна зграда на свету (после америчког Пентагона). Као део својих програма „урбанизације“ и „индустријализације“, Чаушеску је планирао рушење многих села и расељавање сељака по градовима. Вероватно су у спречавању оваквих наума велику улогу одиграли пројекти невладиних организација „Братска села“, којима су успостављане везе између европских и румунских руралних заједница.

## Декрет из 1966.
Године 1966, Чаушеску је забранио контрацепцију и намерне побачаје, а уведене су и друге мере ради повећања природног прираштаја, као што је посебан порез у износу 10-20% прихода који су плаћали појединци без деце старији од 25 година, оба пола, без обзира да ли су у браку или не. Побачај је био дозвољен једино у случајевима када је жена старија од 42 године, или је већ мајка четворо (касније петоро) деце. Мајке са најмање петоро деце добијале су значајне бенефиције, док су оне са најмање десеторо деце проглашаване „херој-мајкама“, добијале су златну медаљу, аутомобил на поклон, бесплатан превоз железницом, и сл.; међутим, само је неколико жена ово заиста и остварило - у пракси, просечна румунска породица има 2-3 деце. Штавише, због подвргавања илегалним побачајима, много жена је умрло или је трајно обогаљено.
Истовремено, због растућег броја развода, власти су максимално закомпликовале процедуру раставе - брак се могао поништити само у изузетним случајевима. До краја 1960-их повећан број становника пратило је растуће сиромаштво и све већи број бескућника и деце сирочади у урбаним областима. Ово је, у комбинацији са неконтролисаним напуштањем деце, допринело епидемији Сиде крајем 1980-их. Ствари је још више погоршало упорно одбијање режима да призна постојање болести и омогући спровођење ХИВ тестова.

## Пачепино бекство
Године 1978, високи функционер румунске тајне полиције Секуритатеа, Јон Михај Пачепа пребегао је у САД. Генерал по чину, он је највиши официр који је икад пребегао из совјетског блока током Хладног рата. Својом издајом задао је тежак ударац режиму, што је нагнало Чаушескуа да реорганизује Секуритатеу. Пачепина књига Црвени хоризонти: белешке главног комунистичког шпијуна ( 978-0-89526-570-8.) објављена 1986, открива појединости Чаушескуове владавине, као што су сарадња са арапским терористима, опсежна шпијунажа америчке индустрије и добро разрађене мере за добијање политичке подршке Запада. Након Пачепиног одласка земља је постала још изолованија, а економски раст је заустављен. У Чаушескуову обавештајну агенцију масовно се инфилтрирају агенти страних служби, а он почиње да губи контролу над земљом. Покушао је неколико реорганизација не би ли се решио Пачепиних старих сарадника, али без успеха.
Касније, поводом Пачепине молбе за повраћај имовине и положаја, председник Јон Илијеску званично је објавио да је Пачепа „један збуњен човек“ који је имовину стекао нелегално, злоупотребом свог моћног положаја. Румунски Врховни суд, пак, поништио му је смртну казну, вратио му чин и наредио повраћај имовине.

## Култ личности и диктатура
Чаушеску је створио свеприсутан култ личности - себи је доделио титуле „Вође“ (Conducător) и "Карпатског генија“ (Geniul din Carpaţi). За њега је направљен и специјалан скиптар, по угледу на румунске краљеве.
Како би спречио нове издаје након Пачепиног пребега, Чаушеску је на важне позиције у власти убацио и своју супругу Елену и друге чланове породице.

## Чаушеску као државник
Румунија је под Чаушескуом била четврти извозник оружја у Европи. Међутим, бројни Чаушескуови потези указивали су на то да је прижељкивао Нобелову награду за мир. Зарад остварења тог циља, чинио је значајне напоре да се наметне као посредник између Палестинске ослободилачке организације (ПЛО) и Израела. Организовао је и успели референдум за смањење румунске армије за 5%; одржавао је велике митинге за мир, па чак написао и песму на ту тему.
Покушавао је такође да буде заштитник сиромашних афричких земаља. Био је близак пријатељ и сарадник Мобуту Сесе Секоа, председника Заира. Више од међудржавне, то је била међупартијска сарадња Народног револуционарног покрета (МПР) и Комунистичке партије Румуније. Многи верују да је Чаушескуово погубљење утицало на Мобутуа да 1990. почне са „демократизацијом“ Заира.
Француска је Чаушескуа одликовала Медаљом части.

## Спољни дуг
Упркос све јачем тоталитаризму, Чаушескуова политичка самосталност од Совјетског Савеза и његова осуда инвазије на Чехословачку 1968. привукли су пажњу западних сила које су га сматрале антисовјетским отпадником, па су га финансирале надајући се да ће тиме изазвати раскол у Варшавском пакту. Ти зајмови, међутим, нису били баш најповољнији - више од 13 милијарди долара кредита за финансирање програма економског развоја, потпуно је финансијски исцрпело земљу. Покушавајући да поправи стање, Чаушеску је одлучио да у потпуности елиминише спољни дуг. Расписао је референдум за промену Устава, чиме би убудуће било забрањено било какво спољно задуживање. На референдуму је добио скоро 100-процентну подршку становништва.
Ради отплате дугова, 1980-их Чаушеску је наредио извоз највећег дела пољопривредне и индустријске производње. То је довело до несташица које су становништво довеле у ситуацију да се бори за опстанак, јер су уведена рационисања хране и редовне рестрикције грејања, гаса и струје. У периоду од 1980. до 1989. дошло је до константног пада животног стандарда. Карактеристичне су биле сталне несташице хране и робе широке потрошње. Званично објашњење било је да земља отплаћује своје дугове, а народ је прихватио патњу у нади да ће то кратко потрајати, а зарад општег бољитка. За све то време, државна телевизија често је приказивала Чаушескуа како улази у добро снабдевене продавнице.
Дуг је у потпуности отплаћен почетком 1989, неколико месеци пре свргавања Чаушескуа са власти. Ово је била несвакидашња ствар у совјетском блоку, јер то никада нико није урадио. Месецима након тога Чаушеску је прикупљао добит у државну касу и почео да даје афричким државама кредите, али по повољнијој каматној стопи од САД, Велике Британије и Француске. Ово је по многим аналитичарима била "смртна пресуда" Чаушеску. 

## Пропусти у владавини
Чаушескуова стаљинистичка контрола над свим аспектима верског, образовног, привредног, друштвеног и грађанског живота све више је отежавала ситуацију у земљи. Године 1987, догодио се неуспешан покушај штрајка у Брашову - војска је заузела фабричке погоне и угушила радничке демонстрације.
Током 1989. Чаушеску је био још изолованији од осталог комунистичког света - у августу 1989. залагао се за одржавање самита на коме би се расправљало о проблемима источноевропског комунизма и „бранио социјализам" у овим земљама, али његов предлог су одбациле чланице Варшавског пакта и Кина. Пад Берлинског зида и смену свог јужног колеге, бугарског лидера Тодора Живкова у новембру 1989. Чаушеску није видео као наговештај опасности по свој положај последњег старовременог комунистичког лидера у Источној Европи.

## Раст тензија
Током 1989. Чаушеску је показивао знаке потпуног одбијања да сагледа реалност. Док је земља пролазила кроз изузетно тежак период, a народ десет година уназад проводио сате у дугим редовима за хлеб испред празних продавница, он је на државној телевизији приказиван у радњама препуним хране како велича „висок животни стандард" који је омогућио свом народу. У другој половини 1989. у ТВ дневницима излиставани су колхози са тобожњим рекордним приносима, што је било потпуно супротно од несташица које су тада осећали обични грађани за које су сапун и млеко били луксуз, а камоли нешто више од тога. Процењује се да је током и за време његовог режима, најмање 5 милиона људи умрло од глади, неухрањености и болести, барем милион људи је убијено и стрељано, покушавајући да побегне; војска је дежурала на реци Дунав, на граници са данашњом Србијом, тада Југославијом, где су убијали људе.
Неки су, мислећи да је Чаушеску необавештен о томе шта се дешава у земљи, покушали да му доставе петиције и жалбе приликом његових бројних посета разним крајевима земље. Међутим, кад год би добио писмо, одмах би га прослеђивао људима из обезбеђења. Вероватно ће заувек остати непознато да ли је икад прочитао неко од тих писама. Народ је снажно обесхрабриван да му се директно обраћа; у противном, могло је доћи до врло лоших консеквенци по прекршиоце од стране тајне полиције.

## Револуција
Чаушескуов режим срушен је након серије крвавих догађаја у Темишвару и Букурешту током децембра 1989. године.
У новембру 1989, на 14. конгресу ПЦР (Комунистичке партије Румуније), тада 71-годишњи Чаушеску реизабран је за председника ПЦР на још пет година.
Демонстрације у Темишвару биле су изазване владиним покушајем да прогна Ласла Токеша (László Tőkés), мађарског свештеника, због наводног ширења националне мржње. Чланови мађарске верске заједнице, у знак подршке Токешу, окупили су се око његовог стана, а спонтано су им се придружили и румунски студенти. Ове демонстрације убрзо су прерасле у општи протест против Чаушескуовог режима. 17. децембра 1989. војска, полиција и Секуритатеа отвориле су ватру на демонстранте.
Наредног дана Чаушеску одлази у званичну посету Ирану, а супрузи Елени и сарадницима препушта задатак да угуше демонстрације у Темишвару. По његовом повратку из Ирана, 20. децембра, ситуација постаје још затегнутија. У свом обраћању нацији из ТВ студија у згради Централног комитета, Чаушески је догађаје у Темишвару описао као „мешање страних сила у унутрашње ствари Румуније“ и „спољну агресију на румунски суверенитет". Пошто национални медији нису извештавали о догађајима у Темишвару, остатак земље је за демонстрације чуо преко страних радио-станица (Гласа Америке и Радија слободна Европа), а вести су се шириле и од уста до уста.
За наредни дан, 21. децембар, спремао се велики митинг који су државни медији представили као „спонтани покрет подршке Чаушескуу“. Ово масовно окупљање на данашњем Тргу револуције испред зграде ЦК ПЦР, претворило се у хаос. Збуњени Чаушеску, док му окупљени грађани звижде, остаће једна од карактеристичних слика пада комунизма у источној Европи. Запањени брачни пар Чаушеску (Николају се придружила и супруга Елена), у немогућности да контролише масу, побегао је у зграду ЦК, где су остали до наредног дана. Уследио је масован протест становника Букурешта који су се окупили на Студентском тргу и сукобили са војском и полицијом на барикадама. Ненаоружане протестанте, међутим, убрзо је савладала до зуба наоружана војска која је до поноћи очистила улице и похапсила на стотине људи.
Прекинут ТВ пренос „митинга подршке“ и Чаушескуова сенилна реакција на догађаје од претходног дана, учинили су да се до јутра 22. децембра протести прошире на све веће градове у земљи. Чаушеску је преузео вођство над армијом после сумњиве смрти дотадашњег министра одбране Васила Милее. Још једном је покушао да се обрати маси окупљеној испред ЦК, али су га у томе спречили демонстранти који су провалили врата зграде, овог пута необезбеђене војском и полицијом. Брачни пар Чаушеску са врха зграде побегао је хеликоптером, што ће се показати као погрешна одлука (с обзиром да су кроз подземне тунеле могли побећи много безбедније).

## Преврат
И даље су контроверзна тумачења догађаја из децембра 1989. Многи упућени, укључујући и Филипа Теодорескуа, у то време високог официра Секуритатее, наводе да је група генерала-завереника из Секуритатее тада искористила прилику да изврши државни удар. Други, пак, износе конкретније тврдње о природи завере. Тако пуковник Бурлан заступа став да је државни удар припреман још од 1982. године и да је првобитно планирано да буде изведен током новогодишње прославе, али да је развој догађаја диктирао промену плана и прилагођавање новој ситуацији. Остаје у домену шпекулација да ли је постојала још нека завера да се изврши државни удар, и ако јесте, ко је све био умешан. Постоје две могуће варијанте: да су ова дешавања једноставно била комбинација првобитне револуционарне енергије и конфузије која је настала, или да су појединци из војске једноставно искористили прилику која им се указала током масовних протеста да приграбе власт за себе.
Према Бурлану, организатори су били генерали Станкулеску и Нагое, Чаушескуови блиски саветници за безбедност; Бурлан тврди да су га они убедили да одржи први митинг на тргу испред зграде ЦК, где су биле постављене даљински контролисане аутоматске пушке. Током Чаушескуовог говора, аутомати су подешени да пуцају насумично изнад глава окупљене масе, а агитатори-подстрекачи су преко озвучења почели са извикивањем антивладиних парола. Уплашен оваквим развојем догађаја, окупљени народ је најпре покушао да бежи; међутим, објашњења преко разгласа да ће их Чаушескуове снаге побити и да је револуција почела, практично су натерала масу да се придружи "револуцији". Митинг се претворио у протестне демонстрације. Чињеница је да је било пуцњаве и „охрабривања“ преко озвучења; остале, пак, информације о овим догађајима још увек су контроверзне.
Дана 22. децембра војска је била без команде - званични врховни командант, Чаушеску, побегао је по савету (вероватно завереника) Станкулескуа, а министар одбране Васил Милеа био је мртав. (Револуционарни лидери тврдили су да је убијен по налогу Чаушескуа. У званично објашњење, да је извршио самоубиство, мало ко верује). Обезглављена војска одлучује да избегне сукобе и да се придружи демонстрантима.

## Чаушескуов крај
Дана 22. децембра 1989. Чаушеску је са супругом Еленом хеликоптером побегао из Букурешта, најпре у својурезиденцију у Снагову, а одатле у Трговиште, где их је ухватила локална полиција. Након неколико сати чекања (вероватно док полицајац на основу вести са радија није закључио која опција има више шанси за победу), предати су војсци. 25. децембра војни преки суд осудио их је на смрт по разним оптужбама, од нелегалног богаћења до геноцида. Стрељани су у Трговишту. Пре него што су убијени, Чаушеску је отпевао део "Интернационале" и рекао да ће историја показати да је он био у праву. Његова супруга викала је присутнима да иду дођавола.
Егзекуцију над Чаушескуовима извршио је официр Јонел Боеру.
Суђење и извршење казне су снимљени видео-камером. Снимак је муњевитом брзином обишао свет, а румунска телевизија га је приказала неколико дана касније.
Гроб Чаушескуових, званично, не постоји. На гробници где су сахрањени стоје имена два генерала са датумом смрти који одговара датуму смрти брачног пара Чаушеску. Држава је одбила све захтеве породице и следбеника да се посмртни остаци пренесу у неки маузолеј или цркву и да им се гроб обележи.
Место где је стрељан брачни пар Чаушеску у Трговишту отворено је за посете туриста.
Након што је Виктор Станкулеску, бившег министра одбране, румунски Врховни суд 1999. године осудио на 15 година затвора, признаје се. Према његовим речима, после употребе оружја против демонстраната у Темишвару у децембру 1989. године, Совјетски Савез је био логистички у планирању и спровођењу румунске револуције. Елиминација Николаје и Елене Чаушеску је дело специјалних снага — Алфа група.

## Остале информације
Чаушескуови имају једног усвојеног сина, Валентина Чаушескуа (њега су усвојили да би дали пример сународницима како се треба бринути за сирочад, којих је у Румунији било јако пуно), кћерку Зоју (1950—2006) и сина Никуа (1951—1996). Када су му умрли родитељи, Чаушеску је наредио изградњу цркве на чијим су зидовима били осликани њихови портрети.
Чаушескуова званична плата била је 18.000 леја (око три хиљаде долара по званичном курсу). Од ове суме, сваког месеца је одвајано по пет хиљада леја и депоновано на рачун његове деце. Осим овога, примао је бројне и вредне поклоне (нпр. златна квака) од земаља и организација којима је ишао у посете; једна од тачака оптужнице против њега управо се односила на злоупотребе с тим у вези.
Чаушескуово обезбеђење било је релативно мало у поређењу са бројем људи који су данас ангажовани за обезбеђење високих румунских званичника - само 40 људи обезбеђивало је његове резиденције и целу породицу. Шеф обезбеђења био је пуковник Думитру Бурлан, који тврди да су његови људи имали само два пиштоља, што је недовољно за било какву озбиљнију одбрану. Разлог за то је, по његовим речима, Чаушескуова самоувереност да га сународници воле и да му заштита заправо није ни потребна. Ово умногоме објашњава зашто су тако лако Чаушескуови ухваћени након бекства.
Само у случају Чаушескуа догодило се да је данско одликовање Медаља Слона опозвано након што је додељено. Наиме, 23. децембра 1989., Њено величанство краљица Маргрета II наредила је да се орден којим је Чаушеску одликован врати Данској, а да се његово име брише из државног протокола.
И енглеска краљица Елизабета брисала је Чаушескуово име из протокола одликовања и затражила повраћај одликовања које му је својевремено доделила.
Од његове смрти, мишљење Румуна о Чаушескуу се поправило. У популарној ТВ емисији Mari Români спроведена је анкета по којој је Чаушеску једанаести највећи Румун свих времена.
Хваљење и величање Чаушескуа у медијима забрањено је законом.

## Одабрана дела
- Извештај о заједничкој свечаној седници ЦК КП Румуније, Националног већа Социјалистичког фронта јединства и Велике народне скупштине: Обележавање 60-годишњице стварања унитарне румунске националне државе, 1978.
- Највећи проблеми нашег времена: искорењавање неразвијености, повезивање држава, изградња новог међународног економског поретка, 1980.
- Решење националног питања у Румунији (социо-политичка мисао Председника Румуније), 1980.
- Чаушеску: градитељ модерне Румуније и интернационални државник, 1983.
- Нација и кохабитирајуће националности савремене епохе (филозофске мисли румунског председника), 1983.
- Istoria poporului Român în concepţia preşedintelui, 1988